# Гомоляко, Сергей Юрьевич
Серге́й Ю́рьевич Гомоля́ко (род. 19 января 1970, Челябинск) — российский хоккеист, нападающий. Мастер спорта России международного класса.

## Карьера
Родился в Челябинске, детство провёл в Уфе, где начал заниматься хоккеем под руководством В. П. Деркача и своего отца, Юрия Гомоляко. В командах мастеров заиграл в Челябинске — в возрасте 16 лет дебютировал в «Металлурге», выступавшем в первой лиге чемпионата СССР, в 17 лет попал в состав «Трактора», за который выступал до 1995 года. В 1992 году стал капитаном «Трактора». В 1992—1995 годах привлекался в состав сборной России, в составе которой стал победителем турнира на приз «Известий» 1992 года. В 1994 году в период подготовки сборной к Олимпиаде в Лиллехаммере получил травму позвоночника, из-за которой пропустил Олимпийские игры и остаток сезона в клубе. В 1995 году, вслед за главным тренером «Трактора» Валерием Белоусовым, перешёл в магнитогорский «Металлург», в составе которого стал чемпионом и обладателем Кубка России, а также двукратным чемпионом хоккейной Евролиги.
Почти всю карьеру играл под номером 13, на Кубке Шпенглера в 1994 году выступал в составе «Трактора» под номером 135. Несмотря на внушительные габариты, Гомоляко был очень техничным хоккеистом, с мастерским владением клюшкой и великолепным видением площадки. Будучи весьма популярным среди болельщиков всех клубов, в которых играл, Гомоляко считался самым колоритным игроком чемпионата России.
В 2000 году перешёл из «Металлурга» в тольяттинскую «Ладу», после чего менял клубы почти каждый сезон. 10 января 2006 года на тренировке челябинского «Мечела» получил серьёзную травму головы и глаза, из-за которой был вынужден завершить карьеру игрока. За спортивную карьеру принял участие в 924 матчах, забил 296 голов и сделал 324 результативные передачи.
17 октября 2006 года занял пост ассистента главного тренера подмосковного «Витязя». 29 октября 2007 года был назначен главным тренером «Витязя». 5 ноября 2008 года отправлен в отставку из-за неудовлетворительных результатов команды — на тот момент «Витязь» занимал последнее место в чемпионате КХЛ.
В сезоне 2009/10 работал селекционером «Витязя». Затем, в сезоне 2010/11, занимал пост главного тренера «Русских витязей», молодёжной команды «Витязя».
С июля по октябрь 2011 года являлся помощником главного тренера екатеринбургского «Автомобилиста». 9 октября 2011 года вошёл в тренерский штаб магнитогорского «Металлурга». С 29 марта 2013 года занимал пост начальника команды «Металлург». С 17 сентября 2014 года по 20 октября 2016 года занимал пост вице-президента по хоккейной деятельности в челябинском «Тракторе». В сезоне 2018/19 работал заместителем главы скаутской службы сборных команд России и менеджером по селекции и развитию молодых игроков санкт-петербургского СКА. В сезоне 2019/20 занимал пост спортивного директора «Сочи». 18 декабря 2020 года назначен спортивным директором магнитогорского «Металлурга».
Женат, двое детей — дочь Дарья и сын Александр.

## Награды и достижения
- Чемпион хоккейной Евролиги (1999, 2000).
- Чемпион России (1999).
- Серебряный призёр чемпионата России (1998).
- Бронзовый призёр чемпионата МХЛ (1993, 1994) и России (2000).
- Обладатель и лучший бомбардир Кубка России (1998).
- Финалист Кубка МХЛ (1996).
- Чемпион мира среди молодёжи (1989).
- Бронзовый призёр чемпионата Европы среди юниоров (1988).
- Обладатель приза «Три бомбардира» (1997) вместе с партнёрами по «Металлургу» Кудиновым и Варицким.
- Участник матчей звёзд Суперлиги (1999, 2002, 2003), матча звёзд высшей лиги (2005)
- Приз «зрительских симпатий» 2000

.

## Статистика
| 1986-87                            | Металлург Ч                        | Первая                             | 33  | 6   | 5   | 11  | 24  |    |    |    |    |     |
| 1987-88                            | Металлург Ч                        | Первая                             | 27  | 15  | 14  | 29  | 40  |    |    |    |    |     |
| 1987-88                            | Трактор                            | СССР                               | 21  | 2   | 4   | 6   | 12  |    |    |    |    |     |
| 1988-89                            | Трактор                            | СССР                               | 24  | 8   | 4   | 12  | 10  |    |    |    |    |     |
| 1989-90                            | Трактор                            | Перех.                             | 31  | 14  | 6   | 20  | 12  |    |    |    |    |     |
| 1990-91                            | Трактор                            | СССР                               | 26  | 9   | 7   | 16  | 36  |    |    |    |    |     |
| 1990-91                            | Трактор                            | Перех.                             | 27  | 15  | 5   | 20  | 20  |    |    |    |    |     |
| 1991-92                            | Трактор                            | СНГ                                | 30  | 5   | 10  | 15  | 18  | 8  | 1  | 2  | 3  | 29  |
| 1992-93                            | Трактор                            | МХЛ                                | 39  | 13  | 19  | 32  | 48  | 8  | 1  | 3  | 4  | 14  |
| 1993-94                            | Трактор                            | МХЛ                                | 29  | 16  | 11  | 27  | 36  |    |    |    |    |     |
| 1994-95                            | Трактор                            | МХЛ                                | 23  | 10  | 24  | 34  | 54  | 3  | 1  | 3  | 4  | 30  |
| 1995-96                            | Металлург Мг                       | МХЛ                                | 47  | 12  | 10  | 22  | 49  | 10 | 4  | 5  | 9  | 16  |
| 1996-97                            | Металлург Мг                       | РСЛ                                | 43  | 15  | 21  | 36  | 34  | 11 | 3  | 2  | 5  | 16  |
| 1997-98                            | Металлург Мг                       | РСЛ                                | 35  | 11  | 12  | 23  | 20  | 9  | 4  | 7  | 11 | 6   |
| 1998-99                            | Металлург Мг                       | РСЛ                                | 37  | 11  | 7   | 18  | 28  | 16 | 4  | 5  | 9  | 12  |
| 1999-00                            | Металлург Мг                       | РСЛ                                | 34  | 9   | 8   | 17  | 22  | 12 | 4  | 6  | 10 | 10  |
| 2000-01                            | Лада                               | РСЛ                                | 41  | 10  | 11  | 21  | 41  | 2  | 0  | 0  | 0  | 2   |
| 2001-02                            | Северсталь                         | РСЛ                                | 7   | 0   | 0   | 0   | 4   |    |    |    |    |     |
| 2001-02                            | Химик                              | Высшая                             | 25  | 6   | 3   | 9   | 12  | 13 | 3  | 4  | 7  | 8   |
| 2002-03                            | Мечел                              | РСЛ                                | 29  | 5   | 11  | 16  | 16  |    |    |    |    |     |
| 2002-03                            | Металлург Мг                       | РСЛ                                | 18  | 2   | 4   | 6   | 8   | 2  | 0  | 2  | 2  | 4   |
| 2003-04                            | Салават Юлаев                      | РСЛ                                | 53  | 10  | 12  | 22  | 53  |    |    |    |    |     |
| 2004-05                            | Мечел                              | Высшая                             | 44  | 24  | 15  | 39  | 71  | 6  | 4  | 3  | 7  | 4   |
| 2005-06                            | Мечел                              | Высшая                             | 21  | 5   | 16  | 21  | 55  |    |    |    |    |     |
| Всего в СССР, СНГ, МХЛ и Суперлиге | Всего в СССР, СНГ, МХЛ и Суперлиге | Всего в СССР, СНГ, МХЛ и Суперлиге | 536 | 148 | 175 | 323 | 489 | 81 | 22 | 35 | 57 | 139 |